# Siktjärnen (Malå socken, Lappland)
Siktjärnen är en sjö i Malå kommun i Lappland och ingår i Skellefteälvens huvudavrinningsområde.